# Trolleybus de Brno
Le trolleybus de Brno compte 13 lignes desservant la ville de Brno en République tchèque.

## Réseau actuel

### Matériel roulant
| Photo | Modèle             | Quantité |
| ----- | ------------------ | -------- |
|       | Škoda 21Tr         | 14       |
|       | Škoda 31Tr SOR     | 30       |
|       | Škoda 26Tr Solaris | 10       |
|       | Škoda 27Tr Solaris | 40       |
|       | SOR TNS 12         | 6        |
|       | Škoda 32Tr SOR     | 30       |